# Vile
vileは、Emacsとviという、人気のあるエディタのよい点を結び合わせる試みである。これらのエディタは伝統的にエディタ戦争で対立するものと位置づけられ、Emacsとviのユーザーはそれぞれ彼らが用いていない方のエディタに対する強い感情を持ちがちであった。しかしながら、vileはこれらの対立を少なくとも和解させる試みである。
vileは、"VI Like Emacs"のアクロニムである。vileは、オライリーの本"Learning the vi Editor"の12章でフィーチャーされている。プログラムは、X Window Systemのためのxvileとしても知られ、winvileがMicrosoft Windowsで利用可能である。
vileは、Paul Foxによって作られ、メンテナンスされた。1996年、メンテナンスはThomas Dickeyに引き継がれ、その後彼は多くの貢献をコードベースに対して行った。

## viから改善された機能
- マルチウィンドウとミニバッファを使った編集
- マルチレベルのアンドゥとリドゥ
- Unix系環境だけではない、ネイティブサポートを伴ったマルチプラットフォーム対応
- 標準入力やパイプで繋がれた外部コマンドからのバッファ読み込み
- 動的なウィンドウのアップデート
- スクリプト言語
- それぞれのメジャーモードにおける色付きの構文強調
- コマンド補完
- キーボードやマウス利用の際の選択領域のハイライト
- POSIXとPerlの機能を利用した拡張正規表現

## viからの違い
- exモードがない（ただし、多くのexコマンドは認識される）
- コマンド補完の機能と長いコマンドネームが完全なvi互換であることを不可能にしている